# ブルー・ストリーク
『ブルー・ストリーク』（Blue Streak）は、1999年のアメリカ映画。監督はレス・メイフィールド。主演はマーティン・ローレンス。
元泥棒の主人公が盗んだダイヤモンドを建設中のビルに隠すもそのビルは警察署になってしまったため、偽刑事に扮してダイヤを回収するべく警察署に潜入し、騒動を巻き起こしていく。元泥棒を主人公としたアクション・コメディだが、警察が舞台となるため刑事映画としての側面も持つ。

## ストーリー
元ドロボー、今、ワケあり刑事。ロサンゼルスの、とある高層ビル。そこには二千万ドルの巨大ダイヤモンド“ブルー・ストリーク”が厳重な警備のなか保管されていた。しかし、主人公マイルズ（マーティン・ローレンス)は、ディーコン（ピーター・グリーン）、タリー（デイヴ・シャペル）、エディ（ジョン・ホークス）の4人がその宝石を盗み出すことに成功する。だが、ダイヤモンドを盗むことには成功したものの、ディーコンの裏切りでエディは殺され、マイルズはダイヤを持って逃亡せざるを得なくなる。マイルズは隣の建設中のビルの換気口にダイヤを隠し、警察に逮捕されてしまった。
2年後、刑務所を出所したマイルズがダイヤを隠していた完成されたはずのビルに行くと、そこはロス市警の警察署になっていた。仕方なくマイルズは偽警官に扮してダイヤを回収することを画策。敏腕刑事「マローン」として堂々と署内に侵入し、ダイヤを回収して退散しようとしたものの、新米刑事のカールソン（ルーク・ウィルソン）が不注意で逃した犯人を期せずして捕らえることになってしまい、回収作業の中断を余儀なくされる。そればかりか盗難課課長のリッツォ （グラハム・ベッケル）に見込まれ、カールソンの指導役兼相棒として盗難課へ配属されてしまった。
さっさとダイヤを回収して逃げたいマイルズだが、ホイール倉庫からの通報を受けて現場に向かう羽目になり、そこでマイルズは泥棒時代の経験から通報が偽装であった事を見抜き、瞬く間に事件を解決するのだった。しかしその帰りに今度はコンビニ強盗に遭遇してしまい、しかもその強盗犯の正体であったタリーと予期せぬ再会をする。警官隊に追い詰められたタリーの説得を試みるマイルズだったが、正体を知るタリーに色々喋られてはまずい為、ダイヤの分け前を約束し、代わりに大人しく逮捕させた。ところがこれら功績によってマイルズはロス市警で一目置かれる存在になり、着任一日で盗難課の主任刑事に任命されてしまう。
これ以上面倒な事になる前にダイヤの回収を再開するが、ダイヤを隠した換気口は一時期水が流れた事があり、ダイヤもまた流されてしまっていた。やむなく換気口内の探索を進めるマイルズだったが、そうこうしているうちに麻薬ディーラーのラフロール（オレク・クルパ）がロスに大量のヘロインを持ち込んだという情報から署内は慌ただしくなっていた。マイルズもカールソンや盗難課刑事のハードキャッスル（ウィリアム・フォーサイス）と共に捜査に駆り出され、今度はFBIを出し抜いて麻薬組織の運び屋を大量のヘロインと共に押さえるという大手柄を成し遂げる。最早マイルズは署内はおろかFBI捜査官のグレイ（スティーヴ・ランキン）にも認められる英雄になっていた。
ともかく隙を見てダイヤを見つけ出したマイルズだったが、手を滑らせてダイヤを押収したドラッグの中に落としてしまう。更に回収の暇も無く、麻薬組織の取引現場へのおとり捜査に駆り出される羽目になってしまい、やむなくダイヤの入ったドラッグと共に取引現場に向かうのだった。だがそこにディーコンが現れ、ダイヤを奪われてしまう。直後、マイルズ達はトラックごとラフロールの前に突き出され、ラフロールはマイルズの素性を怪しみ、刑事ではないことの証明としてディーコンを撃つように命じる。ディーコンに銃を向けるマイルズだが、その瞬間、警官隊とFBIが取引現場に突入し、麻薬組織を一網打尽にしていく。マイルズはディーコンからダイヤを取り戻そうとするも、狙われていたカールソンを救う事を優先し、その隙にディーコンは輸送車に乗って逃走を図る。
マイルズがしがみついたままの輸送車は、パトカーの群れに追われながら国境に向けて爆走する。ハードキャッスルはマイルズを救出しようとパトカーごと突進を試みるが、逆に弾き飛ばされてしまい、マイルズも輸送車がタイヤキラーでパンクさせられたタイミングでやむなく飛び降りた。マイルズはグレイにすぐにディーコンを追うように訴えるが、既に輸送車はメキシコ国内に入り込んでおり、国境を越えられては捜査権限が無いと一蹴する。だがマイルズはそれを無視してパトカーに乗り込み、国境を越えてディーコンに追いすがり、輸送車を横転させて追い詰める。銃を向けて対峙し合うマイルズとディーコン。ディーコンはマイルズの正体をばらすと脅しかけるが、マイルズはダイヤの分け前と引き換えに逮捕されるように訴える。メキシコ警察が迫っていた為、それを呑んだディーコンは銃を手放すものの、マイルズはエディの仇であるディーコンを許す気など最初から無かった。そのまま彼を殴り、手錠を掛けて輸送車のパイプに繋げて去っていく。逆上したディーコンは隠し持っていたもう一丁の銃をマイルズに向けるが、それすらマイルズには見抜かれており、撃つよりも早くマイルズに撃たれ、絶命する。
全てを終えたマイルズは皆の元に戻る。ハードキャッスルも腕を負傷したが無事であった。しかしいよいよ正体がバレそうになった為、マイルズは咄嗟にメキシコ警察だったと嘘を吐いてそのままメキシコへと国外逃亡を図ろうとするが、カールソンとハードキャッスルには既に正体に気付かれていた。観念するマイルズだったが、彼が既に国境の向こう側に居ることを口実にカールソンはマイルズを逮捕できないと語る。マイルズはカールソンとハードキャッスルと国境越しの握手を交わし、意気揚々とメキシコへ走り去っていく。その手にはいつの間にかダイヤが握られていた。

## 登場人物・キャスト
マイルズ・ローガン
演 - マーティン・ローレンス、日本語吹替 - 堀内賢雄
腕のいい宝石泥棒。ある晩、ディーコン、タリー、エディと共に巨大ダイヤモンド「ブルー・ストリーク」を盗んだが、ディーコンの裏切りでエディを殺されて窮地に陥る。ディーコンからは逃れたものの警察に囲まれた為、已む無く咄嗟に逃げ込んだ建設中の建物にダイヤを隠して逮捕されるが、2年後、刑務所から出るとダイヤを隠したはずの建物はなんと警察署になっていた。そこで、ダイヤを回収する為に「マローン」と言う名の警官に成り済まして署に潜り込むが、何故か次々と事件に巻き込まれ、泥棒時代の経験を活かしてそれらを解決していくうちに署内でも一目置かれる存在になってしまう。
カールソンやハードキャッスルとはダイヤを取り戻すまでの付き合いだと適当にあしらっていたが、最後の戦いではディーコンの捕縛よりもカールソンの命を優先したり、ハードキャッスルのパトカーが弾き飛ばされた時は本気で心配するなど、いつしか本当の仲間意識も芽生えていた。
マローン
マイルズが刑事に成りすました姿。最初はピザの配達員に化けて潜り込もうとしたが、エントランスまでしか入れなかった為、くすねた警官バッジを使ってルーにバッジや経歴を偽装させた。プロフィール上は16回もの表彰を受けた敏腕刑事という事になっている（ダイヤを回収してすぐに退散するつもりだった為、適当に書いた）。隠し場所に向かう途中にトラブルに巻き込まれ、カールソンの相棒として盗難課に配属される羽目になり、捜査先で図らずも功績を上げた所為で盗難課の主任刑事にまで任命されてしまった。
カールソン
演 - ルーク・ウィルソン、日本語吹替 - 宮本充
盗難課の新米刑事。マイルズ（マローン）の相棒となり事件解決のテクニックを学んでいく。マイルズを尊敬しながらもその曖昧な素性に疑問を抱いている。不注意で容疑者に逃げられるなど、どこか頼りなさが漂い、刑事の試験も実技が芳しくなかったために4回落ちている。刑事になる前は交通課に3年間勤務していた為、横断直前に黄色信号に変わっても停止してしまうほど運転には慎重。しかしマイルズの影響を受け、犯人逮捕の為なら過激な運転をも厭わない大胆さを身に付けた。麻薬組織との戦いではFBIと共に奮戦し、ラフロールを逮捕した。
ハードキャッスル
演 - ウィリアム・フォーサイス、日本語吹替 - 麦人
盗難課の刑事。タリーの件以来マイルズの腕を見込み、共に捜査に向かう。犯人確保の為なら即座にヘリ部隊を呼んだり、FBIの待機指示に背く事も躊躇わない豪胆な性格。マイルズを信頼しているが、一時期彼の正体はFBIの捜査官なのかと勘違いしていた。
終盤、ディーコンの乗る輸送車を止めようとしてパトカーで体当たりを仕掛けるも、逆にパトカーごと弾き飛ばされてしまう。しかし腕を負傷しただけで無事であった（本人曰く「休暇の口実が出来た」）。
ディーコン
演 - ピーター・グリーン、日本語吹替 - 青山穣
かつてのマイルズの仲間であり、マイルズを刑務所送りにした元凶。金の為なら平気で仲間を裏切る冷酷な男。マイルズ達には専ら「ディーク」と呼ばれる。仲間の一人であるエディを殺し、ブルー・ストリークを独り占めして逃走しようとするが、マイルズに阻まれ失敗。刑務所から出たマイルズがダイヤを回収しようとしていることを知り、再び現れる。
麻薬組織のアジトにてマイルズからダイヤを奪い取ったが直後に麻薬組織にマイルズとタリー共々拉致される。その後、麻薬組織とFBIの戦闘に乗じてドラッグ輸送車で逃走を図り、警官隊やFBIを振り切ってメキシコとの国境を突破する。しかし国境を越えて追い掛けて来たマイルズから運転席に信号銃を打ち込まれ、更に前方からのパトカーの体当たりによって輸送車を横転させられる。最後は輸送車に手錠で繋がれ、悪足掻きに隠し持っていた銃でマイルズを殺そうとするが、逆に撃たれて死亡した。
タリー
演 - デイヴ・シャペル、日本語吹替 - 檀臣幸
泥棒時代のマイルズの仲間である間抜けな小悪党。泥棒時代は運転を担当していた（マイルズ曰く「ずらかる腕はピカ一」）。
コンビニで強盗を行なった際、店主に反撃されていて窮地に陥っていた所を偽警官に扮しているマイルズと再会する。宝石の分け前を渡す事と、取り上げた銃（買ったばかりのレア物らしい）は後で返すと言う条件で逮捕されるが、マイルズの素性を話そうとしては苛めのような取り調べを受け、結局追い出されるような形で釈放される。銃は返してもらえなかった。
その後、マイルズを追って麻薬組織のアジトに現れるが、トラックごと拉致されてラフロールの前に突き出される。マイルズがおとり捜査として来たことをヤケになって暴露しそうになったため、マイルズに口封じのために殴られ、車に押し込められた。最後はちゃっかり車内のドラッグを物色していたが、その後どうなったのかは不明。
リッツォ
演 - グラハム・ベッケル、日本語吹替 - 水野龍司
盗難課の課長。ボウリングが趣味らしく、マイルズの「自分もボウラーだ」という出まかせをあっさり信じて彼を気に入った。次々と事件を解決するマイルズの手腕を高く評価し、主任刑事に任命する。マイルズの素性には怪しんではいたものの、最後まで正体に気付いた様子は無かった。
ジャン・ラフロール
演 - オレク・クルパ、日本語吹替 - 稲葉実
北半球で最も危険とされる麻薬ディーラー。ロサンゼルスに大量のヘロインを持ち込んだとして警察にマークされている。おとり捜査でアジトに現れたマイルズを怪しみ、且つディーコンがマイルズが刑事だと明かした為、確証を得る為に「サツじゃないなら（ディーコンを）撃て」とマイルズに銃を渡す。直後、突入してきたFBIや警官隊に部下は次々とやられ、自身は逃走を図ったものの最後はカールソンに逮捕された。
グレイ
演 - スティーヴ・ランキン、日本語吹替 - 千田光男
FBIの捜査官で、所轄を見下している。傲慢な態度を見せ、マイルズを巡査呼ばわりして軽視していた。しかし麻薬組織を追い詰めていくマイルズを徐々に認めていき、最終的には規則を飛び越えてまで事件を解決したマイルズに「よくやった」と言って握手を交わした。
メリッサ・グリーン
演 - ニコール・アリ・パーカー、日本語吹替 - 小林優子
女性弁護士。依頼人にはとことん甘く、捜査の支障になる事もあるため（実際、作中に一度その甘さ故に犯人の逃走を許している）、所轄には煙たがられている。マイルズが捕まえたタリーや麻薬組織のドライバーの弁護も担当し、悉く甘い対応をしている。マイルズが麻薬組織のアジトに向かう際にも「依頼人（運転手）が傷一つでも負ったら刑務所送りにする」と脅して更にマイルズの反感を買う。マイルズがその当て付けとして運転手の顔をハンドルに叩きつけた為、再び食って掛かるがグレイに窘められた。
ペネリ
演 - カーメン・アルジェンツィアノ、日本語吹替 - 北村弘一
警察署長。リッツォ同様にマイルズの活躍を称賛し、最後までその正体に気付く事は無かった。インキン持ち。
ルー
演 - リチャード・C・サラフィアン、日本語吹替 - 稲葉実
ダイナーを営む老人だが、実は泥棒時代のマイルズの仲間。マイルズが警察署に潜入する際に警官バッジや警察手帳を偽造した。後にマイルズを追ってきたディーコンに暴行され、マイルズがダイヤの為に偽警官に扮している事を突き止められる。
ピーターソン
演 - J・ケネス・キャンベル、日本語吹替 - 楠見尚己
FBI地区局長。終盤で登場。
ジャニス
演 - タマラ・ジョーンズ
マイルズの元恋人。マイルズが泥棒であった事を許容しておらず、出所直後に訪ねてきたマイルズをあっさり振った。シャウナという従姉がいる。
エディ
演 - ジョン・ホークス、日本語吹替 - 小形満
泥棒時代のマイルズの相棒。仕事時には現場に唾を垂らす癖がある（本人曰くおまじない）。ブルー・ストリークを盗みに入った際、裏切ったディーコンに射殺される。

## スタッフ
- 監督：レス・メイフィールド
- 脚本：マイケル・ベリー&ジョン・ブルメシタール、スティーブ・カーペンター
- 製作：トビー・ジャフ、ニール・H・モリッツ
- 製作総指揮：ダニエル・メルニック、アレン・シャピロ
- 撮影：デイビット・エグビーACS
- 美術：ビル・ワルツェスキ
- 編集：マイケル・トロニック、ACE
- 音楽：エドワード・シャームール
- 衣装：デニス・ウィンゲイト